# Ceza
Bilgin Özçalkan (Estambul, 31 de diciembre de 1976) más conocido por su nombre artístico Ceza (turco, para 'castigo') es el rapero turco más famoso comercialmente e influyente en su tierra natal. Sus discos han contado con la participación de muchos artistas, incluyendo a Sezen Aksu, Candan Erçetin, Tech N9ne, Sagopa Kajmer, Dr. Fuchs y su hermana Ayben. Su sencillo titulado Holocausto formó parte del documental Cruzando el puente: El sonido de Estambul (2005), del director de cine turco-alemán Fatih Akın y formó parte de la banda sonora original.

## Carrera musical
Bilgin "Ceza" Özçalkan nació el 31 de diciembre de 1974. Durante su niñez, tomó prestadas muchas cintas mezcladas de hip hop e sus amigos. Durante este tiempo, publicó sus dos primeros discos y ganó varios concursos de rap a lo largo de Turquía. En 1998, Bilgin se unió con el rapero y productor turco Dr. Fuchs para formar el grupo Nefret ("Odio"). En un primer momento, el grupo lanzó muchas canciones fuera del circuito comercial y en línea. Tras haberse presentado varias veces en clubes turcos, el grupo firmó un contrato con la discográfica alemana Hammer Muzik. El disco debut de Nefret, Meclis-i-ala Istanbul, fue lanzado en 2000. Su sencillo Estambul y, en particular, su video promocioanl ganó gran exposición entre los seguidores del rap turco. Su segundo disco, Anahtar ("Llave") fue lanzado en 2001, aunque no tuvo tanto éxito. Durante el servicio militar de Dr. Fuchs, Bilgin preparó un disco en solitario. Para ello, hizo que varios Djs del circuito no comercial mezclaran canciones y se centró en la producción innovadora de otro artista de Hammer Muzik, Sagopa Kajmer.
En 2002 publicó el álbum Medcezir ("Flujo y reflujo"), que fue producido por DJ MicCheck aka Sagopa Kajmer y ganó el premio por su mordaz crítica social y la prosa poética en movimiento, incluso entre aquellos que no seguían el movimiento del rap turco. En 2004, Ceza lanzó su cuarto CD, titulado Rapstar que fue en parte producido por DJ MicCheck alias Sagopa Kajmer. Este álbum ha sido un gran éxito (150.000 CD). El video musical para la canción "Rapstar" fue transmitido en muchos canales de televisión en Turquía y ha tenido gran rotación en las estaciones de radio turcas. El álbum incluye la contribución de la hermana de Ayben, así como otros raperos turcos Dr. Fuchs, Sagopa Kajmer, Sahtiyan , Fuat y Suecia världen Fjärde.
La colaboración de Ceza con el Dr. Fuchs con el grupo Nefret fue fundamental en el advenimiento del 'hip hop del Este' en Alemania. Cuando Ceza se hizo cada vez más popular, los jóvenes inmigrantes turcos en Alemania se identificaron más con sus raíces y cultura turca. El cambio central fue "la negativa de las muestras afroamericanas en favor del arabesco y el pop turco" y esto fue "emblemático para la fusión de la cultura negra y la cultura turca en diáspora". Canciones como Rapstar muestran esta clara conexión con los sonidos y ritmos turcos. En 2013, actuó en la serie de televisión Leyla ile Mecnun.

### 2006
Lanzó su primer maxi-single (EP / Hybrid Album) titulado Feyz Al ("Toma una forma"). Relanzó su sexto álbum titulado Yerli Plaka el 5 de septiembre de 2006. En este álbum, Ceza comparte créditos con el MC estadounidense Tech N9ne, la cantante y compositora Sezen Aksu, Samy Deluxe, Eko Fresh y Afrob de Alemania y el turco MC Killa Hakan, que vive en Berlín. El video musical de la canción Yerli Plaka fue grabado en Alemania.

### 2007
Ceza ganó el premio MTV Europa al mejor artista de Turquía el 1 de noviembre de 2007.

## Discografía
Álbumes
| Año  | Título                                           | Discográfica                   |
| ---- | ------------------------------------------------ | ------------------------------ |
| 2000 | Meclis-i Ala Istanbul (Gran Parlamento Estambul) | Hammer Muzik                   |
| 2001 | Anahtar (Llave)                                  | Hammer Muzik                   |
| 2002 | Med-Cezir (Flujo y reflujo)                      | Hammer Muzik                   |
| 2004 | Rapstar 130.000                                  | Hammer Muzik                   |
| 2005 | Feyz Al (Ser iluminado)                          | Hammer Muzik                   |
| 2006 | Yerli Plaka (Número interno de mural)            | Hammer Muzik                   |
| 2007 | Evin Delisi (Loco de la casa)                    | Underground EP                 |
| 2008 | Bomba Plak (Registro de bomba)                   | Dolunay Muzik ve Orjinal Muzik |
| 2010 | Onuncu Köy (Tenth Village)                       | Esen Muzik                     |
| 2015 | Suspus                                           | Esen Muzik                     |